# Hintere Plattein Spitze
Hintere Plattein Spitze är en bergstopp i Österrike.   Den ligger i distriktet Imst och förbundslandet Tyrolen, i den västra delen av landet, 400 km väster om huvudstaden Wien. Toppen på Hintere Plattein Spitze är 2 149 meter över havet.
Terrängen runt Hintere Plattein Spitze är bergig. Närmaste större samhälle är Imst, 6,0 km öster om Hintere Plattein Spitze. 
I omgivningarna runt Hintere Plattein Spitze växer i huvudsak barrskog. Runt Hintere Plattein Spitze är det ganska glesbefolkat, med 35 invånare per kvadratkilometer.